# Invasió de la Vall d'Aran (1283)
La invasió de la Vall d'Aran per part de tropes franceses comandades per Eustaqui de Beaumarchais, el senescal de Tolosa va tenir lloc l'1 de novembre de 1283, en reclamació dels drets del regne de França, arran d'un nomenament fet pel papa Climent IV a favor de Carles I d'Anjou.

## Antecedents
Durant el segle x, la Vall d'Aran pertany al comtat de Comenge fins al 1175, quan Alfons II d'Aragó se l'annexiona pel tractat de l'Emparança, i Jaume I el Conqueridor assegura als aranesos protecció i dret reial amb el tractat de Corbeil, el 1258.
El papa Martí IV, que havia succeït Climent IV va declarar al rei Pere el Gran privat dels seus regnes a causa de la intervenció catalana a Sicília arran de les vespres sicilianes, i donà la investidura com a rei d'Aragó, rei de València i Comte de Barcelona el 27 d'agost de 1283 a Carles I d'Anjou, segon fill del rei Felip III de França, sent coronat el 27 de febrer de 1284 a París.
Eustaqui de Beaumarchais uns mesos abans de l'atac a la Vall d'Aran va intentar una invasió per Aragó des del Regne de Navarra, que únicament va aconseguir prendre el castell de Navardún, havent de retirar-se a França davant de l'avanç de les tropes catalanes que hi anaven a l'encontre, que van baixar fins a Tudela abans de dirigir-se a Albarrasí, on van conquerir el senyoriu, incorporant-lo a la Corona d'Aragó.
El 17 d'octubre de 1283 Jaume II de Mallorca tracta amb Felip l'Ardit la presa d'Aragó a Carcassona.
El bisbe de Comenge, Bertrand de Miremont va informar als clergues l'octubre de l'excomunió del rei i els va urgir a lliurar la vall al senescal de Tolosa, Eustaqui de Beaumarchais, a què es van negar-la pacíficament.

## Batalla
Per exercir els seus drets, els francesos, amb el pretext de castigar les vexacions dels aranesos contra el comtat de Comenge i liderats per Eustaqui de Beaumarchais, el senescal de Tolosa, ajudat per molts aranesos i en especial per Augèr de Berbedà, senyor de Lés, va envair la Vall d'Aran amb un exèrcit que contava entre 300 i 500 homes.
Entre l'1 i l'11 de novembre de 1283 i van ocupar completament la vall, incendiant el castell de Lés, on s'havien concentrat els partidaris de mantenir-se a la Corona d'Aragó, i destruint el castell d'Entransaigües.

## Conseqüències
Beaumarchais va voler bastir un castell que li permetés un domini permanent resguardant les millors entrades des de França, car els que hi havia a Vielha i Salardú no li servien, de manera que en va fer aixecar un a es Bòrdes, fins llavors deshabitat. El castell fou abandonat i destruït des del 1719.
En el contraatac català-aragones de l'any 1284 assetjaren Tudela, tot i que la noblesa aragonesa donava l'esquena al rei en aquest conflicte.
Pel tractat d'Argelers de 1298, s'acordà l'Administració fiduciària d'Aran per part de Jaume II de Mallorca. Finalment la recuperà Jaume el Just de Catalunya-Aragó el 1313, que hi crea la Querimònia, sistema legal pel que es regiren els aranesos fins al segle xix.